# Ospøyni
Ospøyni est une île norvégienne du comté de Hordaland appartenant administrativement à Bergen.

## Description
Rocheuse et couverte d'arbres, elle s'étend sur environ 499 m de longueur pour une largeur approximative de 287 m.